# Holden Heights (Florida)
Holden Heights es un lugar designado por el censo ubicado en el condado de Orange en el estado estadounidense de Florida. En el Censo de 2010 tenía una población de 3.679 habitantes y una densidad poblacional de 980,99 personas por km².

## Geografía
Holden Heights se encuentra ubicado en las coordenadas 28°29′53″N 81°23′10″O / 28.49806, -81.38611. Según la Oficina del Censo de los Estados Unidos, Holden Heights tiene una superficie total de 3.75 km², de la cual 2.75 km² corresponden a tierra firme y (26.8%) 1 km² es agua.

## Demografía
Según el censo de 2010, había 3.679 personas residiendo en Holden Heights. La densidad de población era de 980,99 hab./km². De los 3.679 habitantes, Holden Heights estaba compuesto por el 62.16% blancos, el 27.15% eran afroamericanos, el 0.43% eran amerindios, el 3.15% eran asiáticos, el 0.05% eran isleños del Pacífico, el 4.27% eran de otras razas y el 2.77% pertenecían a dos o más razas. Del total de la población el 19.14% eran hispanos o latinos de cualquier raza.